# Saint-Lambert-la-Potherie
Saint-Lambert-la-Potherie é uma comuna francesa na região administrativa da Pays de la Loire, no departamento de Maine-et-Loire. Estende-se por uma área de 13,81 km². Em 2010 a comuna tinha 2 910 habitantes (densidade: 210,7 hab./km²).